# Óskar Örn Hauksson
Óskar Örn Hauksson (ur. 22 sierpnia 1984) – islandzki piłkarz grający na pozycji pomocnika. Mierzy 179 cm wzrostu.

## Kariera klubowa
Profesjonalną karierę klubową Hauksson rozpoczął w zespole UMF Njarðvík. W 2003 roku wyjechał do Norwegii, został zawodnikiem Sogndal Fotball, jednak już po kilku miesiącach wrócił ponownie do Islandii. Reprezentował najpierw barwy Grindavíkur, a następnie Reykjavíkur. W 2012 roku po raz drugi spróbował sił w lidze norweskiej, tym razem w zespole Sandnes Ulf, jednak znów po kilku miesiącach powrócił do rodzinnego kraju, ponownie stając się zawodnikiem Reykjavíkur.

## Kariera reprezentacyjna
W reprezentacji Islandii zadebiutował 22 marca 2009 roku w towarzyskim meczu przeciwko Wyspom Owczym. Na boisku pojawił się w 46 minucie gry.
| Mecze i gole w reprezentacji | Mecze i gole w reprezentacji | Mecze i gole w reprezentacji | Mecze i gole w reprezentacji | Mecze i gole w reprezentacji | Mecze i gole w reprezentacji | Mecze i gole w reprezentacji |
| 2009                         | 2009                         | 2009                         | 2009                         | 2009                         | 2009                         | 2009                         |
| ---------------------------- | ---------------------------- | ---------------------------- | ---------------------------- | ---------------------------- | ---------------------------- | ---------------------------- |
| 1.                           | 22.03.2009                   | Kópavogur, Islandia          | Wyspy Owcze                  | 1:2                          | 0                            | towarzyski                   |
| 2010                         |                              |                              |                              |                              |                              |                              |
| 2.                           | 21.03.2010                   | Kópavogur, Islandia          | Wyspy Owcze                  | 2:0                          | 0                            | towarzyski                   |

## Sukcesy
- Mistrzostwo Islandii: 2011 (KR)
- Puchar Islandii: 2008, 2011, 2012 (KR)
- Puchar Ligi Islandzkiej: 2010, 2012 (KR)
- Superpuchar Islandii: 2012 (KR)